# 徐奕
徐 奕（じょ えき、生没年不詳）は、中国後漢末期の人物。字は季才。徐州東莞郡東莞県の人。『三国志』に伝がある。

## 生涯
戦乱を避けて江東に渡った。孫策の招きを受けたが徐奕は姓名を変えて逃亡した。曹操が司空となると、これに仕え、その属官となる。馬超征伐に同行し、戦後、現地に留められ関中の鎮撫を任され、名声を博した。当時、寵愛されていた丁儀達に讒言されたこともあるが、動揺することはなく、曹操からの信任も変わらず、魏郡太守に任用されたり、孫権征伐の留守を任されたりした。魏が藩国として創立すると、尚書、尚書令となり、人事を任された。曹操が漢中に遠征したとき、魏諷が反乱を起こし、楊俊が連座し免職となると、桓階の推薦により後任の中尉に任命されたが、病気で数ヶ月で辞職し、諫義大夫となり、亡くなった。
子はなかったが、曹丕（魏の文帝）は徐奕の人柄を追慕し、従子の徐統を取り立てている。